# 920 Rogeria
A 920 Rogeria (ideiglenes jelöléssel 1919 FT) a Naprendszer kisbolygóövében található aszteroida. Karl Wilhelm Reinmuth fedezte fel 1919. szeptember 1-én, Heidelbergben.